# Три пісні для хору a cappella на слова Равеля
Три пісні для хору а cappella — єдиний цикл Моріса Жозефа Равеля в цьому жанрі, написаний у 1914–15 роках. Це змушує віднестись до нього з особливою увагою, тим паче що і слова написані самим композитором в дусі старинних французьких поетів. «Три пісні» виникли в результаті захоплення Равелем фольклором провінції Валуа — «серця Франції». До цього циклу входять такі твори: грайлива, сатиричним підтекстом «Ніколетта» («Nicoletta»), епічно-скорботна «Три райські птахи» («Trois beaux oiseaux du Paradis») і скерцозне «Рондо» («Rondo»). В СРСР ці пісні були видані в російськомовному перекладі В художньому перекладі  під назвами «Николетта», «Три райские птицы» і «Больше в лес мы не пойдём»
Трістан Клінгсор, поет, якому Равель присвятив першу з трьох пісень — «Ніколетту», пише:
|  | «У Трьох піснях Равель представляється надзвичайно чистосердним. Я говорю не тільки про музику, милозвучне аранжування і звороти мелодії - це звичайно робить музику доступною, однак, я говорю про самі тексти. Равель обожнював дитячу чарівність. Цей упорядник вісімок і майстер інструментів володів найпотаємнішими секретами садів. Цей математик оркестру зберігав неперевершену винахідливість дитини. У віршах Равеля відроджується фольклор, з його невимушеністю, незвичайністю, його своєрідними зіставленнями. Хіба можна про нього говорити сухо?» |

Цей вокальний цикл позначений відмовою від імпресіоністичного забарвлення. Втім, перехід до нового стилю відбувався поступово, з деякими відступами. За своєю ясною і пластичною мелодикою, гармонічному письму і особливо за чіткою і традиційною ритмікою, хори свідчать про неокласичне орієнтування, в якому відчувається тісний зв'язок з традицією французької багатоголосної пісні. Вільне звуковедення, в зручному діапазоні, в природному співацькому характері. Композитор запобігає загостренню звучання і лише інколи вводить в партитуру дисонанси, а загалом гармонія проста і навіть традиційна. Фактура то акордова, то побудована на ожвавлених перекличках. Все написано майстром, не прагнучим вразити новизною, а майстром який висловлює те, що хвилювало і потребувало втілення. Ця музика не дає приводу для розмов про раціоналізм і сухість, що нерідко виникають між творами Равеля, — вона проникнута життям та вираженням почуттів.